# Cărand
Cărand é uma comuna romena localizada no distrito de Arad, na região histórica da Transilvânia. A comuna possui uma área de 38.13 km² e sua população era de 1222 habitantes segundo o censo de 2007.